# Discographie de Robbie Williams
La discographie du chanteur britannique Robbie Williams se compose de douze albums studio (dont un album de Noël), un album Live, et près d'une soixantaine de singles.
Révélé par le boys band Take That en 1991, Robbie Williams quitte le groupe en 1995 pour entamer une carrière solo. Il publie l'année suivante une reprise de George Michael, Freedom, puis un premier album, Life thru a Lens, qui se vend à plus de quatre millions d'exemplaires, grâce notamment au titre Angels.

Dès lors, tous ses albums atteignent la première place de plusieurs pays, tout comme certains de ses singles, dont Millennium, She's the One, Rock DJ, Eternity, Somethin' Stupid (avec Nicole Kidman), Feel, Tripping, Rudebox, Bodies ou encore Candy.
Robbie Williams a vendu plus de 75 millions de disques dans le monde.

## Albums

### Albums studio
| Album                                              | Classements | Classements | Classements | Classements | Classements | Classements | Classements | Classements | Classements | Classements | Classements | Classements | Classements | Classements | Classements | Classements | Certifications                                        | Ventes mondiales |
| Album                                              | É-U         | CAN         | R-U         | IRL         | FRA         | ESP         | ITA         | SUI         | BE/W        | BE/F        | P-B         | ALL         | AUT         | SUE         | AUS         | N-Z         | Certifications                                        | Ventes mondiales |
| -------------------------------------------------- | ----------- | ----------- | ----------- | ----------- | ----------- | ----------- | ----------- | ----------- | ----------- | ----------- | ----------- | ----------- | ----------- | ----------- | ----------- | ----------- | ----------------------------------------------------- | ---------------- |
| Life thru a Lens - Label : Chrysalis, EMI          | -           | -           | 1           | 6           | -           | 37          | -           | 39          | -           | 13          | 59          | 42          | 33          | -           | 34          | 24          | : 8x Platine : Or : Or                                | 4 000 000        |
| I've Been Expecting You - Label : Chrysalis, EMI   | -           | -           | 1           | 1           | 31          | 42          | 14          | 19          | 32          | 11          | 35          | 16          | 24          | 21          | -           | 4           | : 10x Platine : 2x Or : Or                            | 5 000 000        |
| Sing When You're Winning - Label : Chrysalis, EMI  | 110         | 17          | 1           | 1           | 19          | 22          | 5           | 2           | 16          | 13          | 3           | 1           | 4           | 4           | 7           | 1           | : Or : 8x Platine : Or : 3x Or : 3x Platine           | 6 000 000        |
| Swing When You're Winning - Label : Chrysalis, EMI | -           | -           | 1           | 1           | 21          | 14          | 5           | 1           | 5           | 2           | 2           | 1           | 1           | 4           | 3           | 1           | : Or : 8x Platine : Or : 5x Platine : 4x Platine      | 7 000 000        |
| Escapology - Label : Chrysalis, EMI                | 43          | -           | 1           | 1           | 3           | 11          | 2           | 1           | 3           | 1           | 1           | 1           | 1           | 1           | 3           | 3           | : Or : 7x Platine : Platine : 4x Platine : 5x Platine | 8 000 000        |
| Intensive Care - Label : Chrysalis, EMI            | -           | -           | 1           | 1           | 2           | 2           | 1           | 1           | 1           | 1           | 1           | 1           | 1           | 1           | 1           | 1           | : 5x Platine : 2x Platine : 11x Or : 3x Platine       | 6 500 000        |
| Rudebox - Label : Chrysalis, EMI                   | -           | -           | 1           | 2           | 3           | 4           | 1           | 1           | 2           | 3           | 2           | 1           | 1           | 2           | 1           | 14          | : 2x Platine : Platine : 3x Platine : 2x Platine      | 2 500 000        |
| Reality Killed the Video Star - Label : Virgin     | 160         | -           | 2           | 6           | 2           | 7           | 2           | 1           | 2           | 3           | 1           | 1           | 1           | 2           | 1           | 7           | : 3x Platine : Platine : 2x Platine : Platine         | 2 400 000        |
| Take the Crown - Label : Island, Universal         | -           | -           | 1           | 1           | 9           | 9           | 2           | 1           | 9           | 8           | 1           | 1           | 1           | 7           | 4           | 12          | : Platine : Platine : Or                              | 1 200 000        |
| Swings Both Ways - Label : Island, Universal       | -           | -           | 1           | 2           | 38          | 13          | 5           | 1           | 13          | 4           | 2           | 1           | 1           | 5           | 2           | 12          | : 2x Platine : 5x Or : Platine                        | 1 900 000        |
| The Heavy Entertainment Show - Label : Columbia    | -           | -           | 1           | 1           | 19          | 9           | 5           | 1           | 8           | 3           | 1           | 2           | 3           | 7           | 4           | 17          | : Platine : Or : Or                                   | 850 000          |

#### Album de Noël
| Album                                    | Classements | Classements | Classements | Classements | Classements | Classements | Classements | Classements | Classements | Classements | Classements | Classements | Classements | Classements | Classements | Classements | Certifications | Ventes mondiales |
| Album                                    | É-U         | CAN         | R-U         | IRL         | FRA         | ESP         | ITA         | SUI         | BE/W        | BE/F        | P-B         | ALL         | AUT         | SUE         | AUS         | N-Z         | Certifications | Ventes mondiales |
| ---------------------------------------- | ----------- | ----------- | ----------- | ----------- | ----------- | ----------- | ----------- | ----------- | ----------- | ----------- | ----------- | ----------- | ----------- | ----------- | ----------- | ----------- | -------------- | ---------------- |
| The Christmas Present - Label : Columbia | -           | -           | 1           | 7           | 53          | 30          | 9           | 1           | 21          | 7           | 6           | 1           | 1           | 31          | 1           | 2           | : Or : Or      |                  |

### Album Live
| Album                                      | Classements | Classements | Classements | Classements | Classements | Classements | Classements | Classements | Classements | Classements | Classements | Classements | Classements | Classements | Classements | Classements | Certifications                         | Ventes mondiales |
| Album                                      | É-U         | CAN         | R-U         | IRL         | FRA         | ESP         | ITA         | SUI         | BE/W        | BE/F        | P-B         | ALL         | AUT         | SUE         | AUS         | N-Z         | Certifications                         | Ventes mondiales |
| ------------------------------------------ | ----------- | ----------- | ----------- | ----------- | ----------- | ----------- | ----------- | ----------- | ----------- | ----------- | ----------- | ----------- | ----------- | ----------- | ----------- | ----------- | -------------------------------------- | ---------------- |
| Live at Knebworth - Label : Chrysalis, EMI | -           | -           | 2           | 2           | 12          | 13          | 3           | 2           | 15          | 5           | 3           | 1           | 1           | 7           | 3           | 6           | : 2x Platine : Or : 9x Or : 3x Platine | 3 500 000        |

### Compilations
| Album                                                                 | Classements | Classements                                          | Classements                                          | Classements                                          | Classements                                          | Classements                                          | Classements                                          | Classements                                          | Classements                                          | Classements                                          | Classements                                          | Classements                                          | Classements                                          | Classements                                          | Classements                                          | Classements                                          | Certifications                              | Ventes mondiales |
| Album                                                                 | É-U | CAN                                                  | R-U                                                  | IRL                                                  | FRA                                                  | ESP                                                  | ITA                                                  | SUI                                                  | BE/W                                                 | BE/F                                                 | P-B                                                  | ALL                                                  | AUT                                                  | SUE                                                  | AUS                                                  | N-Z                                                  | Certifications                              | Ventes mondiales |
| --------------------------------------------------------------------- | --- | ---------------------------------------------------- | ---------------------------------------------------- | ---------------------------------------------------- | ---------------------------------------------------- | ---------------------------------------------------- | ---------------------------------------------------- | ---------------------------------------------------- | ---------------------------------------------------- | ---------------------------------------------------- | ---------------------------------------------------- | ---------------------------------------------------- | ---------------------------------------------------- | ---------------------------------------------------- | ---------------------------------------------------- | ---------------------------------------------------- | ------------------------------------------- | ---------------- |
| The Ego Has Landed - Label : Chrysalis, EMI                           | 63 | 17                                                   | X                                                    | X                                                    | X                                                    | X                                                    | X                                                    | X                                                    | X                                                    | X                                                    | X                                                    | X                                                    | X                                                    | X                                                    | 20                                                   | 1                                                    | : Or : Platine : Or                         | 1 300 000        |
| Greatest Hits - Label : Chrysalis, EMI                                | - | -                                                    | 1                                                    | 1                                                    | 1                                                    | 8                                                    | 1                                                    | 1                                                    | 2                                                    | 2                                                    | 1                                                    | 1                                                    | 1                                                    | 2                                                    | 1                                                    | 1                                                    | : 8x Platine : Platine : 9x Or : 8x Platine | 8 800 000        |
| In and Out of Consciousness: Greatest Hits 1990–2010 - Label : Virgin | - | -                                                    | 1                                                    | 2                                                    | N/D                                                  | 3                                                    | 3                                                    | 4                                                    | 2                                                    | 4                                                    | 3                                                    | 1                                                    | 1                                                    | 4                                                    | 3                                                    | 17                                                   | : 2x Platine : Or : Platine : Or            | 1 800 000        |
| Under the Radar - Vol 1 - Sortie : 8 décembre 2014                    | Disponible uniquement sur le site de Robbie Williams                                                                                                | Disponible uniquement sur le site de Robbie Williams | Disponible uniquement sur le site de Robbie Williams | Disponible uniquement sur le site de Robbie Williams | Disponible uniquement sur le site de Robbie Williams | Disponible uniquement sur le site de Robbie Williams | Disponible uniquement sur le site de Robbie Williams | Disponible uniquement sur le site de Robbie Williams | Disponible uniquement sur le site de Robbie Williams | Disponible uniquement sur le site de Robbie Williams | Disponible uniquement sur le site de Robbie Williams | Disponible uniquement sur le site de Robbie Williams | Disponible uniquement sur le site de Robbie Williams | Disponible uniquement sur le site de Robbie Williams | Disponible uniquement sur le site de Robbie Williams | Disponible uniquement sur le site de Robbie Williams |                                             |                  |
| Under the Radar - Vol 2 - Sortie : 30 novembre 2017                   | Disponible uniquement sur le site de Robbie Williams                                                                                                | Disponible uniquement sur le site de Robbie Williams | Disponible uniquement sur le site de Robbie Williams | Disponible uniquement sur le site de Robbie Williams | Disponible uniquement sur le site de Robbie Williams | Disponible uniquement sur le site de Robbie Williams | Disponible uniquement sur le site de Robbie Williams | Disponible uniquement sur le site de Robbie Williams | Disponible uniquement sur le site de Robbie Williams | Disponible uniquement sur le site de Robbie Williams | Disponible uniquement sur le site de Robbie Williams | Disponible uniquement sur le site de Robbie Williams | Disponible uniquement sur le site de Robbie Williams | Disponible uniquement sur le site de Robbie Williams | Disponible uniquement sur le site de Robbie Williams | Disponible uniquement sur le site de Robbie Williams |                                             |                  |
| Under the Radar - Vol 3 - Sortie : 14 février 2019                    | Disponible uniquement sur le site de Robbie Williams                                                                                                | Disponible uniquement sur le site de Robbie Williams | Disponible uniquement sur le site de Robbie Williams | Disponible uniquement sur le site de Robbie Williams | Disponible uniquement sur le site de Robbie Williams | Disponible uniquement sur le site de Robbie Williams | Disponible uniquement sur le site de Robbie Williams | Disponible uniquement sur le site de Robbie Williams | Disponible uniquement sur le site de Robbie Williams | Disponible uniquement sur le site de Robbie Williams | Disponible uniquement sur le site de Robbie Williams | Disponible uniquement sur le site de Robbie Williams | Disponible uniquement sur le site de Robbie Williams | Disponible uniquement sur le site de Robbie Williams | Disponible uniquement sur le site de Robbie Williams | Disponible uniquement sur le site de Robbie Williams |                                             |                  |
| XXV - Label : Columbia                                                | - | -                                                    | 1                                                    | 1                                                    | 11                                                   | 10                                                   | 13                                                   | 4                                                    | 7                                                    | 3                                                    | 1                                                    | 3                                                    | 3                                                    | -                                                    | 2                                                    | 40                                                   | : Argent                                    |                  |
|                                                                       | Le sigle « N/D » signifie que les classements ne sont pas disponibles. Le sigle « X » signifie que le titre n'est pas sorti en single dans ce pays. |                                                      |                                                      |                                                      |                                                      |                                                      |                                                      |                                                      |                                                      |                                                      |                                                      |                                                      |                                                      |                                                      |                                                      |                                                      |                                             |                  |

## Singles

### Années 1990
| Année | Single               | Classements                                                                  | Classements | Classements | Classements | Classements | Classements | Classements | Classements | Classements | Classements | Classements | Classements | Classements | Classements | Classements | Classements | Album                   |
| Année | Single               | É-U                                                                          | CAN         | R-U         | IRL         | FRA         | ESP         | ITA         | SUI         | BE/W        | BE/F        | P-B         | ALL         | AUT         | SUE         | AUS         | N-Z         | Album                   |
| ----- | -------------------- | ---------------------------------------------------------------------------- | ----------- | ----------- | ----------- | ----------- | ----------- | ----------- | ----------- | ----------- | ----------- | ----------- | ----------- | ----------- | ----------- | ----------- | ----------- | ----------------------- |
| 1996  | Freedom              | X                                                                            | X           | 2           | 6           | -           | 1           | 12          | 8           | 16          | 16          | 12          | 10          | 19          | 24          | 6           | 39          |                         |
| 1997  | Old Before I Die     | X                                                                            | X           | 2           | 11          | -           | 1           | 23          | 30          | -           | 47          | 53          | 37          | 30          | -           | 56          | -           | Life thru a Lens        |
| 1997  | Lazy Days            | X                                                                            | X           | 8           | -           | -           | -           | -           | -           | -           | -           | 72          | 90          | -           | -           | X           | X           | Life thru a Lens        |
| 1997  | South of the Border  | X                                                                            | X           | 14          | -           | -           | -           | -           | -           | -           | -           | -           | -           | -           | -           | X           | X           | Life thru a Lens        |
| 1997  | Angels               | 53                                                                           | 18          | 4           | 2           | 7           | -           | -           | 4           | 32          | 6           | 14          | 9           | 12          | 13          | 40          | 23          | Life thru a Lens        |
| 1998  | Let Me Entertain You | X                                                                            | X           | 3           | 13          | -           | -           | -           | -           | -           | -           | 42          | -           | -           | -           | 46          | 33          | Life thru a Lens        |
| 1998  | Millennium           | 72                                                                           | 9           | 1           | 1           | 16          | 2           | 7           | 18          | 20          | 18          | 38          | 41          | 18          | 12          | 24          | 3           | I've Been Expecting You |
| 1998  | No Regrets           | X                                                                            | X           | 4           | 15          | 67          | -           | 21          | -           | -           | -           | 71          | 60          | 34          | 43          | -           | 29          | I've Been Expecting You |
| 1999  | Strong               | X                                                                            | X           | 4           | 12          | 99          | -           | -           | -           | -           | -           | 55          | 68          | -           | -           | -           | 9           | I've Been Expecting You |
| 1999  | She's the One        | X                                                                            | X           | 1           | 4           | 74          | -           | 4           | 20          | 21          | 40          | 33          | 27          | 16          | 42          | -           | 3           | I've Been Expecting You |
|       |                      | Le sigle « X » signifie que le titre n'est pas sorti en single dans ce pays. |             |             |             |             |             |             |             |             |             |             |             |             |             |             |             |                         |

### Années 2000
| Année | Single                                      | Classements                                                                  | Classements | Classements | Classements | Classements | Classements | Classements | Classements | Classements | Classements | Classements | Classements | Classements | Classements | Classements | Classements | Album                         |
| Année | Single                                      | É-U                                                                          | CAN         | R-U         | IRL         | FRA         | ESP         | ITA         | SUI         | BE/W        | BE/F        | P-B         | ALL         | AUT         | SUE         | AUS         | N-Z         | Album                         |
| ----- | ------------------------------------------- | ---------------------------------------------------------------------------- | ----------- | ----------- | ----------- | ----------- | ----------- | ----------- | ----------- | ----------- | ----------- | ----------- | ----------- | ----------- | ----------- | ----------- | ----------- | ----------------------------- |
| 2000  | Win Some Lose Some                          | X                                                                            | X           | X           | X           | X           | X           | X           | X           | X           | X           | X           | X           | X           | X           | X           | 7           | I've Been Expecting You       |
| 2000  | Rock DJ                                     | -                                                                            | 25          | 1           | 1           | 40          | 3           | 3           | 9           | 16          | 18          | 11          | 9           | 7           | 18          | 4           | 1           | Sing When You're Winning      |
| 2000  | Kids (avec Kylie Minogue)                   | X                                                                            | X           | 2           | 9           | -           | -           | 26          | 35          | -           | 38          | 24          | 47          | -           | 31          | 14          | 5           | Sing When You're Winning      |
| 2000  | Supreme                                     | X                                                                            | X           | 4           | 10          | 12          | -           | 4           | 4           | 4           | 29          | 16          | 14          | 3           | 14          | 14          | 3           | Sing When You're Winning      |
| 2001  | Let Love Be Your Energy                     | X                                                                            | X           | 10          | 26          | -           | -           | 47          | 56          | -           | -           | 55          | 68          | 54          | -           | 53          | 11          | Sing When You're Winning      |
| 2001  | Eternity / The Road to Mandalay             | X                                                                            | X           | 1           | 2           | 45          | -           | 3           | 10          | 9           | 6           | 11          | 7           | 9           | 34          | -           | 1           | Sing When You're Winning      |
| 2001  | Better Man                                  | X                                                                            | X           | X           | X           | X           | X           | X           | X           | X           | X           | X           | X           | X           | X           | 6           | 4           | Sing When You're Winning      |
| 2001  | Somethin' Stupid (avec Nicole Kidman)       | X                                                                            | X           | 1           | 2           | 16          | 2           | 2           | 3           | 6           | 5           | 5           | 2           | 2           | 17          | 8           | 1           | Swing When You're Winning     |
| 2002  | Mr. Bojangles                               | X                                                                            | X           | X           | X           | -           | -           | 33          | 68          | -           | -           | 66          | 77          | -           | -           | X           | X           | Swing When You're Winning     |
| 2002  | My Culture (avec 1 Giant Leap et Maxi Jazz) | X                                                                            | X           | 9           | 24          | -           | -           | 16          | 51          | -           | 50          | 42          | 69          | -           | -           | 30          | 26          | 1 Giant Leap                  |
| 2002  | Feel                                        | -                                                                            | 9           | 4           | 4           | 6           | 13          | 1           | 4           | 6           | 5           | 1           | 3           | 3           | 3           | 10          | 7           | Escapology                    |
| 2003  | Come Undone                                 | -                                                                            | -           | 4           | 14          | 49          | -           | 11          | 45          | -           | 48          | 26          | 16          | 15          | 46          | 27          | 25          | Escapology                    |
| 2003  | Something Beautiful                         | -                                                                            | -           | 3           | 6           | 70          | -           | 22          | 52          | -           | 48          | 16          | 46          | 19          | -           | 24          | 7           | Escapology                    |
| 2003  | Sexed Up                                    | -                                                                            | -           | 10          | 18          | -           | -           | 8           | 59          | -           | -           | 33          | 53          | 45          | -           | 17          | 25          | Escapology                    |
| 2004  | Radio                                       | -                                                                            | -           | 1           | 6           | 48          | 4           | 2           | 14          | 33          | 28          | 9           | 2           | 3           | 22          | 12          | -           | Greatest Hits                 |
| 2004  | Misunderstood                               | -                                                                            | -           | 8           | 27          | -           | 16          | 7           | 26          | -           | -           | 15          | 20          | 21          | 35          | 39          | -           | Greatest Hits                 |
| 2005  | Tripping                                    | -                                                                            | -           | 2           | 4           | 9           | 2           | 1           | 2           | 11          | 8           | 2           | 1           | 2           | 2           | 7           | 20          | Intensive Care                |
| 2005  | Advertising Space                           | -                                                                            | -           | 8           | 20          | 14          | 11          | 4           | 9           | 13          | 19          | 12          | 10          | 8           | 11          | 17          | 32          | Intensive Care                |
| 2006  | Sin Sin Sin                                 | -                                                                            | -           | 22          | 23          | 46          | -           | 9           | 16          | 22          | 25          | 13          | 18          | 15          | 45          | 26          | -           | Intensive Care                |
| 2006  | Rudebox                                     | -                                                                            | -           | 4           | 17          | 31          | 5           | 1           | 1           | 17          | 4           | 6           | 1           | 5           | 16          | 13          | -           | Rudebox                       |
| 2006  | Lovelight                                   | -                                                                            | -           | 8           | 28          | -           | 12          | 4           | 25          | 28          | 18          | 9           | 21          | 26          | 23          | 25          | -           | Rudebox                       |
| 2007  | Bongo Bong and Je ne t'aime plus            | -                                                                            | -           | -           | -           | -           | -           | 31          | 77          | -           | -           | -           | -           | -           | -           | -           | -           | Rudebox                       |
| 2007  | She's Madonna (avec Pet Shop Boys)          | -                                                                            | -           | 16          | 38          | -           | 3           | 3           | 8           | 10          | 3           | 3           | 4           | 14          | 20          | -           | -           | Rudebox                       |
| 2009  | Close My Eyes (avec Sander van Doorn)       | -                                                                            | -           | -           | -           | -           | -           | -           | -           | -           | -           | 7           | 33          | -           | -           | -           | -           | -                             |
| 2009  | Bodies                                      | -                                                                            | -           | 2           | 3           | 8           | 16          | 1           | 1           | 2           | 5           | 3           | 1           | 1           | 4           | 4           | 30          | Reality Killed the Video Star |
| 2009  | You Know Me                                 | -                                                                            | -           | 6           | 22          | -           | 22          | -           | 51          | 31          | 17          | 31          | 26          | 25          | 35          | 33          | -           | Reality Killed the Video Star |
|       |                                             | Le sigle « X » signifie que le titre n'est pas sorti en single dans ce pays. |             |             |             |             |             |             |             |             |             |             |             |             |             |             |             |                               |

### Années 2010
| Année | Single                                 | Classements | Classements | Classements | Classements | Classements | Classements | Classements | Classements | Classements | Classements | Classements | Classements | Classements | Classements | Classements | Classements | Album                                                |
| Année | Single                                 | É-U         | CAN         | R-U         | IRL         | FRA         | ESP         | ITA         | SUI         | BE/W        | BE/F        | P-B         | ALL         | AUT         | SUE         | AUS         | N-Z         | Album                                                |
| ----- | -------------------------------------- | ----------- | ----------- | ----------- | ----------- | ----------- | ----------- | ----------- | ----------- | ----------- | ----------- | ----------- | ----------- | ----------- | ----------- | ----------- | ----------- | ---------------------------------------------------- |
| 2010  | Morning Sun                            | -           | -           | 45          | -           | -           | -           | 32          | -           | 27          | -           | 75          | 32          | 57          | -           | -           |             | Reality Killed the Video Star                        |
| 2010  | Three Lions (avec The Squad)           | -           | -           | 21          | -           | -           | -           | -           | -           | -           | -           | -           | -           | -           | -           | -           | -           | England: The Album 2010                              |
| 2010  | Shame (avec Gary Barlow)               | -           | -           | 2           | 8           | -           | 28          | 7           | 19          | 19          | 21          | 4           | 11          | 20          | 24          | 62          | -           | In and Out of Consciousness: Greatest Hits 1990–2010 |
| 2012  | Candy                                  | -           | -           | 1           | 2           | 14          | 21          | 2           | 8           | 9           | 18          | 1           | 3           | 4           | 42          | 59          | 18          | Take the Crown                                       |
| 2012  | Different                              | -           | -           | 64          | -           | -           | -           | -           | -           | -           | -           | -           | 31          | 37          | -           | -           | -           | Take the Crown                                       |
| 2013  | Be a Boy                               | -           | -           | -           | -           | -           | -           | -           | -           | -           | -           | -           | -           | -           | -           | -           | -           | Take the Crown                                       |
| 2013  | Goin' Crazy (avec Dizzee Rascal)       | -           | -           | 5           | 25          | -           | -           | -           | -           | -           | -           | -           | 32          | 57          | -           | -           | -           | The Fifth                                            |
| 2013  | Go Gentle                              | -           | -           | 10          | 28          | -           | -           | 5           | 22          | -           | -           | 78          | 16          | 29          | -           | -           | -           | Swings Both Ways                                     |
| 2013  | Dream a Little Dream                   | -           | -           | 144         | 96          | 160         | -           | -           | 67          | -           | -           | -           | 88          | -           | -           | -           | -           | Swings Both Ways                                     |
| 2014  | Shine My Shoes                         | -           | -           | 89          | -           | -           | -           | -           | -           | -           | -           | -           | -           | -           | -           | -           | -           | Swings Both Ways                                     |
| 2014  | The Days (avec Avicii)                 | 78          | 80          | 82          | 27          | 52          | 26          | 10          | 8           | -           | -           | 16          | 7           | 3           | 1           | 10          | 28          | The Days / Nights EP                                 |
| 2016  | Party Like a Russian                   | -           | -           | 68          | -           | 66          | -           | 42          | 45          | -           | 18          | -           | 72          | 39          | -           | -           | -           | The Heavy Entertainment Show                         |
| 2016  | Love My Life                           | -           | -           | 22          | -           | -           | -           | 54          | 8           | -           | 46          | -           | 17          | 18          | -           | 36          | -           | The Heavy Entertainment Show                         |
| 2017  | Mixed Signals                          | -           | -           | -           | -           | -           | -           | -           | -           | -           | -           | -           | -           | -           | -           | -           | -           | The Heavy Entertainment Show                         |
| 2019  | Electrico Romantico (avec Bob Sinclar) | -           | -           | -           | -           | -           | -           | -           | -           | 48          | -           | -           | -           | -           | -           | -           | -           |                                                      |
| 2019  | Time for Change                        | -           | -           | -           | -           | -           | -           | -           | -           | 34          | 33          | -           | 89          | -           | -           | -           | -           | The Christmas Present                                |

### Années 2020
| Année | Single                                        | Classements | Classements | Classements | Classements | Classements | Classements | Classements | Classements | Classements | Classements | Classements | Classements | Classements | Classements | Classements | Classements | Album                 |
| Année | Single                                        | É-U         | CAN         | R-U         | IRL         | FRA         | ESP         | ITA         | SUI         | BE/W        | BE/F        | P-B         | ALL         | AUT         | SUE         | AUS         | N-Z         | Album                 |
| ----- | --------------------------------------------- | ----------- | ----------- | ----------- | ----------- | ----------- | ----------- | ----------- | ----------- | ----------- | ----------- | ----------- | ----------- | ----------- | ----------- | ----------- | ----------- | --------------------- |
| 2020  | Strange Days                                  | -           | -           | -           | -           | -           | -           | -           | -           | -           | -           | -           | -           | -           | -           | -           | -           | Strange Days          |
| 2020  | Can't Stop Christmas                          | -           | -           | -           | -           | -           | -           | -           | -           | -           | -           | -           | 59          | 71          | -           | -           | -           | The Christmas Present |
| 2022  | Angels (XXV)                                  | -           | -           | -           | -           | -           | -           | -           | -           | -           | -           | -           | -           | -           | -           | -           | -           | XXV                   |
| 2022  | Lost (XXV)                                    | -           | -           | -           | -           | -           | -           | -           | -           | -           | -           | -           | -           | -           | -           | -           | -           | XXV                   |
| 2023  | Une Tahitienne à Paris (avec Mareva Galanter) | -           | -           | -           | -           | -           | -           | -           | -           | -           | -           | -           | -           | -           | -           | -           | -           |                       |
| 2023  | Punk's Dead (avec Soft Play)                  | -           | -           | -           | -           | -           | -           | -           | -           | -           | -           | -           | -           | -           | -           | -           | -           |                       |